# Tàngara de matollar capgrisa
La tàngara de matollar capgrisa (Chlorospingus canigularis) és un ocell de la família dels passerèl·lids (Passerellidae).

## Hàbitat i distribució
Habita la selva pluvial, clars i vegetació secundària de les muntanyes al centre de Costa Rica, sobre tot pel vessant del Carib, oest de Panamà, oest i centre de Colòmbia, sud-oest de Veneçuela, oest i est de l'Equador i est del Perú.